# Женская сборная КНДР по софтболу
Женская национальная сборная КНДР по софтболу — представляет КНДР на международных софтбольных соревнованиях. Управляющей организацией является Ассоциация бейсбола и софтбола КНДР (англ. Baseball & Softball Association of DPR Korea).

## Результаты выступлений

### Чемпионаты мира
| Год        | Победы         | Поражения      | Место          |
| ---------- | -------------- | -------------- | -------------- |
| 1965—2002  | не участвовали | не участвовали | не участвовали |
| 2006       | 1              | 6              | 13             |
| 2006—н. в. | не участвовали | не участвовали | не участвовали |

### Чемпионаты Азии
| Год        | Победы         | Поражения      | Место          |
| ---------- | -------------- | -------------- | -------------- |
| 1967—1987  | не участвовали | не участвовали | не участвовали |
| 1991       |                |                | 6              |
| 1995       | не участвовали | не участвовали | не участвовали |
| 1999       |                |                | 3              |
| 2004       |                |                | 4              |
| 2007       | не участвовали | не участвовали | не участвовали |
| 2011       | 5              | 3              | 6              |
| 2017—н. в. | не участвовали | не участвовали | не участвовали |

### Азиатские игры
| Год        | Победы         | Поражения      | Место          |
| ---------- | -------------- | -------------- | -------------- |
| 1990       | 0              | 8              | 5              |
| 1994       | не участвовали | не участвовали | не участвовали |
| 1998       | 3              | 4              | 4              |
| 2002       | 3              | 3              | 4              |
| 2006       | 1              | 4              | 4              |
| 2010—н. в. | не участвовали | не участвовали | не участвовали |